# Llengües atapascanes meridionals
Les llengües atapascanes meridionals són un grup de la branca de llengües atapascanes de la família lingüística na-dené. També es coneixen amb el nom de llengües apatxeanes. Són parlades principalment al Sud-oest dels Estats Units (Arizona, Nou Mèxic, Colorado, Utah,) amb grups atípics a Oklahoma i Texas, i als estats mexicans de Chihuahua, Sonora i Coahuila. Aquestes llengües són parlades per diversos grups de pobles apatxe i navajo.
Autodenominacions per als apatxes occidentals i navajos són Nnee biyáti’ o Ndee biyáti’ i Diné bizaad o Naabeehó bizaad, respectivament. Hi ha diversos personatges històrics ben coneguts la llengua materna dels quals era atapascà meridional. Gerónimo (Goyaałé) parlava chiricahua i fou un important líder guerrer. Manuelito parlava navaho i fou el principal líder abans i després de la llarga marxa dels Navajos.

## Classificació
Les set llengües atapascanes meridionals poden dividir-se en dos grups segons la classificació de Harry Hoijer: (I) Planures i (II) Sud-oest. Els kiowa apatxe són l'únic membre del grup apatxe de les planures. El grup del Sud-Oest es podia dividir en dos subgrups (A) Occidental i (B) Oriental. El grup occidental està format per l'apatxe occidental, navaho, mescalero, i chiricahua. El grup oriental està format per jicarilla i lipan.
I. Planures (també Kiowa–Apatxe)
II. Sud-oest
A. Occidental
1. Mescalero-chiricahua
a. Chiricahua
i. Chiricahua propi
ii. Warm Springs
b. Mescalero
2. Navaho (Navahu˙)
3. Apatxe occidental (també Apatxe Coyotero)
a. Tonto (Northern Tonto, Southern Tonto)
b. White Mountain
c. San Carlos
d. Cibecue (ˀa˙paču)
B. Oriental
1. Jicarilla (Apaches De La Xicarilla)
2. Lipan

## Fonologia
Totes les llengües atapascanes meridionals tenen una fonologia similar. La següent descripció se centrarà principalment en Apatxe occidental. Hom pot comptar amb petites variacions d'aquesta descripció en altres idiomes relacionats (per exemple, cf. navajo, jicarilla, chiricahua).

### Consonants
Les llengües atapascanes meridionals generalment tenen un inventari de consonants similar al conjunt de 33 consonants a continuació (basats principalment en Apatxe occidental):
|            |                        | Labial | Alveolar | Alveolar | Lateral | Palatal | Velar    | Glotal |
| (africada) |                        | Labial | Alveolar |          |         |         | Velar    | Glotal |
| Oclusiva   | no aspirada            | p      | t        | ts       | tɬ      | tʃ      | k (kʷ)   |        |
| Oclusiva   | aspirada               |        | tʰ       | tsʰ      | tɬʰ     | tʃʰ     | kʰ (kʷʰ) |        |
| Oclusiva   | glotalitzada           |        | tʼ       | tsʼ      | tɬʼ     | tʃʼ     | kʼ       | ʔ      |
| Oclusiva   | prenasalitzada/ sonora | (ⁿb)   | (ⁿd/d/n) |          |         |         |          |        |
| Nasal      | simple                 | m      | n        |          |         |         |          |        |
| Nasal      | glotalitzada           | (ˀm)   | (ˀn)     |          |         |         |          |        |
| Fricativa  | Sorda                  |        |          | s        | ɬ       | ʃ       | x        | h      |
| Fricativa  | Sonora                 | (v)    |          | z        | l       | ʒ       | ɣ (ɣʷ)   |        |
| Aproximant | Aproximant             |        |          |          |         | j       | (w)      |        |

- Només navajo i apatxe occidental tenen nasals glotalitzades.

#### Ortografia (consonants)
L'ortografia pràctica correspon a la pronunciació de les llengües atapascanes del sud força bé (a diferència dels sistemes d'escriptura d'anglès o vietnamita). A continuació es mostra una taula de parells amb la notació fonètica amb el símbol ortogràfic:
| IPA  | pronunciació | IPA   | pronunciació | IPA   | pronunciació | IPA   | pronunciació |
| ---- | ------------ | ----- | ------------ | ----- | ------------ | ----- | ------------ |
| [t]  | d            | [tʰ]  | t            | [tʼ]  | t’           | [ j ] | y            |
| [k]  | g            | [kʰ]  | k            | [kʼ]  | k’           | [h]   | h            |
| [ts] | dz           | [tsʰ] | ts           | [tsʼ] | ts'          | [ʔ]   | ’            |
| [tʃ] | j            | [tʃʰ] | ch           | [tʃʼ] | ch’          | [l]   | l            |
| [tɮ] | dl           | [tɬʰ] | tł           | [tɬʼ] | tł’          | [ɬ]   | ł            |
| [p]  | b            | [pʰ]  | p            | [ⁿb]  | b/m          | [ⁿd]  | d/n/nd       |
| [s]  | s            | [ʃ]   | sh           | [m]   | m            | [n]   | n            |
| [z]  | z            | [ʒ]   | zh           | [ˀm]  | ’m           | [ˀn]  | ’n           |
| [x]  | h            |       |              |       |              |       |              |
| [ɣ]  | gh           |       |              |       |              |       |              |

Algunes convencions de pronunciació:
1. Les fricatives [h] i [x] s'escriuen ambdues com a h. (vegeu també #2 sota)
2. La fricativa [x] s'escriu generalment com a h, però després d'o també es pot escriure hw, especialment en apatxe occidental (podria ser pronunciada [xʷ]).
3. La fricativs [ɣ] s'escriu gh la majoria de vegades, però abans d'i i e s'escriu y (i es pot pronunciar [ʝ]), i abans d'o s'escriu w (i es pot pronunciar [ɣʷ]).
4. Totes les paraules que comencen amb una vocal es pronuncien amb una aturada glota ’ [ʔ]. Aquesta aturada glotal mai s'escriu a començament de paraula.
5. Algunes paraules es pronuncien, ja sigui com a d o n o nd, depenent del dialecte del parlant. Això és representat en la taula de consonants com a [ⁿd]. El mateix es va amb b i m en algunes paraules.
6. A molts paraules n pot ocórrer en una síl·laba per si mateixa, en aquest cas es tracta d'una [n̩] sil·làbica. Això no s'indica en la pronunciació.

### Vocals
Les llengües atapascanes meridionals tenen quatre vocals de dimensions contratades (com s'escriu generalment en l'ortografia "pràctica"):
|         | Anterior | Central | Posterior |
| High    | i        |         |           |
| Mitjana | e        |         | o         |
| Baixa   |          | a       |           |

Aquestes vocals també poden ser curtes o llargues i orals (no nasal) o nasals. Les vocals nasals s'assenyalen amb un diacrític ogonek (o ganxo nasal) ˛ en apatx occidental, navajo, mescalero, i chiricahua mentre que a jicarilla les vocals nasals s'indiquen subratllant la vocal. Això resulta en setze vocals diferents:
|       |        | Alta-Frontal | Mitjana-Frontal | Mitjana-Posterior | Baixa-Central |
| Oral  | curta  | i            | e               | o                 | a             |
| Oral  | llarga | ii           | ee              | oo                | aa            |
| Nasal | curta  | į            | ę               | ǫ                 | ą             |
| Nasal | llarga | įį           | ęę              | ǫǫ                | ąą            |

Equivalents IPA per a l'apatxe occidental en vocals orals:
i = [ɪ],
ii = [iː],
e = [ɛ],
ee = [ɛː],
o = [o],
oo = [ʊː],
a = [ɐ],
aa = [ɑː].
En apatxe occidental hi ha una pràctica on les vocals ortogràfiques o i oo s'escriuren u en alguns contexts. Aquests contexts no inclouen vocals nasalitzades, així que la nasal u mai es troba a l'ortografia. Aquesta pràctica continua en el present (potser una mica inconsistent).
No obstant això, en els treballs de Harry Hoijer i altres lingüistes estatunidencs totes les vocals o s'escriuen com a o. De manera similar el navajo no usa la u ortogràfica, que és escrita així com a o.
En chiricahua i mescalero, aquesta vocal s'escriu u en tots els contexts (inclosa la nasalitzada ų).

## Lèxic
Aquesta és una mostra de llista de Swadesh segons les diverses llengües atapascanes meridionals:
|           | Navajo    | Chiricahua | Apatxe occidental (San Carlos) | Jicarilla | Lipan      |
| Jo        | shí       | shí        | shíí                           | shí       | shí        |
| Tu        | ni        | ⁿdí        | ⁿdi                            | ni        | ⁿdí        |
| Nosaltres | nihí      | náhí       | nohwíí                         | nahí      | nahí       |
| molts     | łą́        | łą́         | łą́ą́                            | łá        | łą́         |
| un        | ła’       | ła’        | ła’-                           | ła’       | ła’-       |
| dos       | naaki     | naaki      | naaki                          | naaki     | naaki      |
| gran      | -tso      | -tso       | -tso                           | -tso      | -tso       |
| llarg     | -neez     | -neez      | -neez                          | -ⁿdees    | -ⁿdiis     |
| petit     | -yáázh    | -zą́ą́yé     | -zhaazh                        | -zhááh    | -zhą́ą́yí    |
| dona      | ’asdzání  | ’isdzáń    | ’isdzánhń                      | ’isdzání  | ’isdzání   |
| home      | diné      | nⁿdé       | nnéé                           | diⁿdé     | diⁿdí      |
| peix      | łóó’      | łóí’       | łóg                            | łógee     | łǫ́’        |
| gos       | łééchą́ą́’í | kéjaa      | łį́į́chaayáné                    | łį́’chaa’á | nii’łį́     |
| poll      | yaa’      | yaa        | yaa’                           | yaa’      | yaa        |
| arbre     | tsin      | tsin       | ch’il                          | nooshchíí | chish      |
| fulla     | -t’ąą’    | -t’ąą      | -t’ąą’                         | -t’ąą’    | -t’ąą’     |
| menjar    | -tsį’     | -tsįį      | -tsį’                          | -tsį      | -tsįį      |
| sang      | dił       | dił        | dił                            | dił       | dił        |
| os        | ts'in     | ts'į’      | ts'in                          | -ts'in    | -ts'įh     |
| greix     | -k’ah     | k’ah       | k’ah                           | xéh       | xáí        |
| ou        | -yęęzhii  | -gheezhe   | -ghęęzh                        | -gheezhi  | -ghaish    |
| banya     | -dee’     | -dee’      | -dee’                          | -dee’     | -dii’      |
| cua       | -tsee’    | -tsee’     | -tsee’                         | -tsee’    | -dzistsii’ |
| ploma     | -t’a’     | -t’a’      | -t’a’                          | -t’a’     | -t’a’      |
| pèl       | -ghaa’    | -ghaa      | -ghaa                          | -ghaa’    | -ghaa      |
| cap       | -tsii’    | -tsii      | -tsii                          | -tsii     | -tsii’     |
| orella    | -jaa’     | -zhaa      | -jaa                           | -jaa      | -jaa       |
| ull       | -náá’     | -ⁿdáa      | -náá                           | -ⁿdáá     | -ⁿdáa      |
| nas       | -´-chį́į́h  | -´-chį́     | -chį́h                          | -chį́sh    | -´-chį́sh   |
| boca      | -zéé’     | -zé        | -zé’                           | -zé’      | -zí’       |
| dent      | -woo’     | -ghoo      | -ghoo’                         | -ghoo     | -ghoo      |
| llengua   | -tsoo’    | -zaade     | -zaad                          | -zaadi    | -zaadi     |
| urpa      | -s-gaan   | -s-gan     | -gan                           | -s-gan    | -s-gąą     |
| peu       | -kee’     | -kee       | -kee’                          | -kee      | -kii       |
| genoll    | -god      | -go’       | -god                           | -go’      | -goh       |
| mà        | -´-la’    | -laa       | -la’                           | -la’      | -laa’      |